# Thiers-sur-Thève
Thiers-sur-Thève és un municipi francès, situat al departament de l'Oise i a la regió dels Alts de França. L'any 2007 tenia 1.085 habitants.

## Demografia

### Població
El 2007 la població de fet de Thiers-sur-Thève era de 1.085 persones. Hi havia 389 famílies de les quals 68 eren unipersonals (28 homes vivint sols i 40 dones vivint soles), 107 parelles sense fills, 198 parelles amb fills i 16 famílies monoparentals amb fills.
La població ha evolucionat segons el següent gràfic:
Habitants censats

### Habitatges
El 2007 hi havia 424 habitatges, 394 eren l'habitatge principal de la família, 9 eren segones residències i 20 estaven desocupats. 382 eren cases i 40 eren apartaments. Dels 394 habitatges principals, 322 estaven ocupats pels seus propietaris, 62 estaven llogats i ocupats pels llogaters i 10 estaven cedits a títol gratuït; 10 tenien una cambra, 21 en tenien dues, 40 en tenien tres, 91 en tenien quatre i 233 en tenien cinc o més. 334 habitatges disposaven pel capbaix d'una plaça de pàrquing. A 134 habitatges hi havia un automòbil i a 242 n'hi havia dos o més.

### Piràmide de població
La piràmide de població per edats i sexe el 2009 era:
| Homes | Edats   | Dones |
| ----- | ------- | ----- |
| 4     | 95 o +  | 0     |
| 0     | 90 a 94 | 4     |
| 0     | 85 a 89 | 4     |
| 4     | 80 a 84 | 0     |
| 8     | 75 a 79 | 20    |
| 8     | 70 a 74 | 20    |
| 36    | 65 a 69 | 24    |
| 12    | 60 a 64 | 12    |
| 28    | 55 a 59 | 20    |
| 28    | 50 a 54 | 44    |
| 56    | 45 a 49 | 32    |
| 56    | 40 a 44 | 60    |
| 44    | 35 a 39 | 36    |
| 32    | 30 a 34 | 44    |
| 24    | 25 a 29 | 20    |
| 12    | 20 a 24 | 32    |
| 32    | 15 a 19 | 44    |
| 40    | 10 a 14 | 56    |
| 40    | 5 a 9   | 24    |
| 20    | 0 a 4   | 12    |

## Economia
El 2007 la població en edat de treballar era de 736 persones, 573 eren actives i 163 eren inactives. De les 573 persones actives 538 estaven ocupades (276 homes i 262 dones) i 36 estaven aturades (17 homes i 19 dones). De les 163 persones inactives 54 estaven jubilades, 58 estaven estudiant i 51 estaven classificades com a «altres inactius».

### Ingressos
El 2009 a Thiers-sur-Thève hi havia 394 unitats fiscals que integraven 1.109,5 persones, la mediana anual d'ingressos fiscals per persona era de 23.958 €.

### Activitats econòmiques
Dels 40 establiments que hi havia el 2007, 2 eren d'empreses de fabricació d'altres productes industrials, 11 d'empreses de construcció, 12 d'empreses de comerç i reparació d'automòbils, 2 d'empreses de transport, 1 d'una empresa d'hostatgeria i restauració, 1 d'una empresa d'informació i comunicació, 1 d'una empresa financera, 1 d'una empresa immobiliària, 7 d'empreses de serveis, 1 d'una entitat de l'administració pública i 1 d'una empresa classificada com a «altres activitats de serveis».
Dels 14 establiments de servei als particulars que hi havia el 2009, 1 era un taller de reparació d'automòbils i de material agrícola, 2 paletes, 3 guixaires pintors, 4 fusteries, 1 lampisteria, 1 electricista i 2 restaurants.
Dels 2 establiments comercials que hi havia el 2009, 1 era una botiga de roba i 1 una botiga de material de revestiment de parets i terra.
L'any 2000 a Thiers-sur-Thève hi havia 4 explotacions agrícoles.

## Equipaments sanitaris i escolars
El 2009 hi havia una escola elemental.

## Poblacions més properes
El següent diagrama mostra les poblacions més properes.